# Hans- Jürgen von Arnim
Hans-Jürgen von Arnim (Ernsdorf, Alemania, 4 de abril de 1889-Bad Wildungen, 1 de septiembre de 1962) fue un militar alemán. Destacó por su actuación durante la Segunda Guerra Mundial, en la que mandó algunos Cuerpos de Ejército blindados de la Wehrmacht, así como el Afrika Korps.

## Historial militar

### Primera Guerra Mundial
Nació en una familia perteneciente a la aristocracia militar prusiana, siendo hijo del general Sixt von Arnim. Ingresó en el Ejército prusiano en 1907, en el que sirvió hasta finales de la Primera Guerra Mundial, durante la que combatió tanto en el frente occidental como en el oriental.

### República de Weimar
Acabada la guerra, permaneció en la disminuida Reichswehr que permitían las cláusulas del armisticio durante la República de Weimar, llegando a asumir el mando del 68.º Regimiento de Infantería, destacado en Berlín y considerado como una unidad de élite.

### Segunda Guerra Mundial
En 1939, al estallido de la Segunda Guerra Mundial, estaba al mando de la 52.ª División de Infantería, con la que participó en la campaña de Polonia y, en el verano de 1940, en la campaña de Francia.
En octubre de 1940 recibió el mando del 17.ª División Panzer, con el que tomó parte en 1941 en la Operación Barbarroja (la invasión de la Unión Soviética), resultando gravemente herido a poco de iniciarse la campaña.
Hasta noviembre del año 1942 mandó el XXXIX Cuerpo Panzer en el Frente Oriental, siendo destinado en esa fecha al norte de África, al mando del 5.º Ejército Panzer a las órdenes de Erwin Rommel, con el que mostró frecuentes discrepancias.
El 4 de diciembre de 1942 asumió el mando del Afrika Korps en Túnez cuando Adolf Hitler decidió que Rommel no regresase a África, tras una enfermedad de éste que le obligó a desplazarse a Alemania. Su superior, Albert Kesselring, le ordenó ocupar el máximo posible de territorio con el fin de entretener a los Aliados y evitar un ulterior desembarco en el sur de Europa.
Sin embargo, tras varias acciones de repliegue, fue capturado el 12 de mayo de 1943 por tropas de la 4.ª División india del VIII Ejército británico después de la inevitable rendición de sus tropas a los Aliados, lo que supuso a las fuerzas del Eje la pérdida de 250.000 soldados.

### Posguerra
Hans Jürgen von Arnim pasó como prisionero de guerra el resto de la Segunda Guerra Mundial, siendo liberado en julio de 1947.
Tras su puesta en libertad, regresó a Alemania, falleciendo el 1 de septiembre de 1962 en la localidad de Bad Wildungen.